# Cuterebra semilutea
Cuterebra semilutea är en tvåvingeart som beskrevs av Bau 1929. Cuterebra semilutea ingår i släktet Cuterebra och familjen styngflugor. Inga underarter finns listade i Catalogue of Life.